# 呂評逵
評逵（英文名：Ozzy，1994年01月19日—），是臺灣新生代男歌手，出生於臺灣金門縣。2018年參加臺灣歌唱選秀節目《聲林之王》，為踢館選手《民間怪物》，隔年2019年參加臺灣歌唱選秀節目《聲林之王2》，為參賽選手，最終獲得前15強的成績。又在節目《神獸合唱資格賽》（第八至九集）在與林宥嘉會談練習之餘，以《孤單北半球》一曲，憑藉著此曲聲量而漸漸廣受人知。

## 生平
從14歲開始參加大大小小的比賽，曾經參加《超級星光大道7》以及《超級偶像5》的海選。
2018年憑藉著《聲林之王》第一屆踢館《迷迭香》初試啼聲受到蕭敬騰與林宥嘉好評，也藉由2019年《聲林之王2》參賽後期以一曲《孤單北半球》出名。

## 《聲林之王》比賽紀錄
| 集數 | 首播日期   | 比賽主題           | 演唱歌曲         | 原唱者 | 備註                                           |
| ---- | ---------- | ------------------ | ---------------- | ------ | ---------------------------------------------- |
| 14   | 2019/01/18 | 民間怪物PK挑戰賽   | 迷迭香           | 周杰倫 | 被稱為海選遺珠踢館張宸安                       |
| 02   | 2019/08/30 | 藝能練習生選位戰   | 被遺忘的時光     | 蔡琴   | 晉級                                           |
| 03   | 2019/09/06 | 素人猛獸指定挑戰賽 | 被遺忘的時光     | 蔡琴   | 無尾熊指定PK，僅回放片段，以壓倒性的勝利贏得PK |
| 04   | 2019/09/13 | 搶麥爭奪戰         | 靜心等           | 張露   | 以爵士的唱腔，於死亡組別中脫穎而出             |
| 07   | 2019/10/04 | 雙人合作PK戰       | 年輪說           | 楊丞琳 | 與安雨晨合唱                                   |
| 09   | 2019/10/18 | 神獸合唱資格賽     | 朋友們都結婚去了 | 宇珩   |                                                |

## 經歷
- 2012年 《超級紅人榜》
- 2017年 《歌神請上車》
- 2018年 《聲林之王1》
- 2019年 《聲林之王2》
- 2022年 《台灣那麼旺》

## 外部連結
- ozzylyu的Facebook專頁
- 呂評逵的Instagram帳戶
- YouTube上的呂評逵頻道